# 呪術医

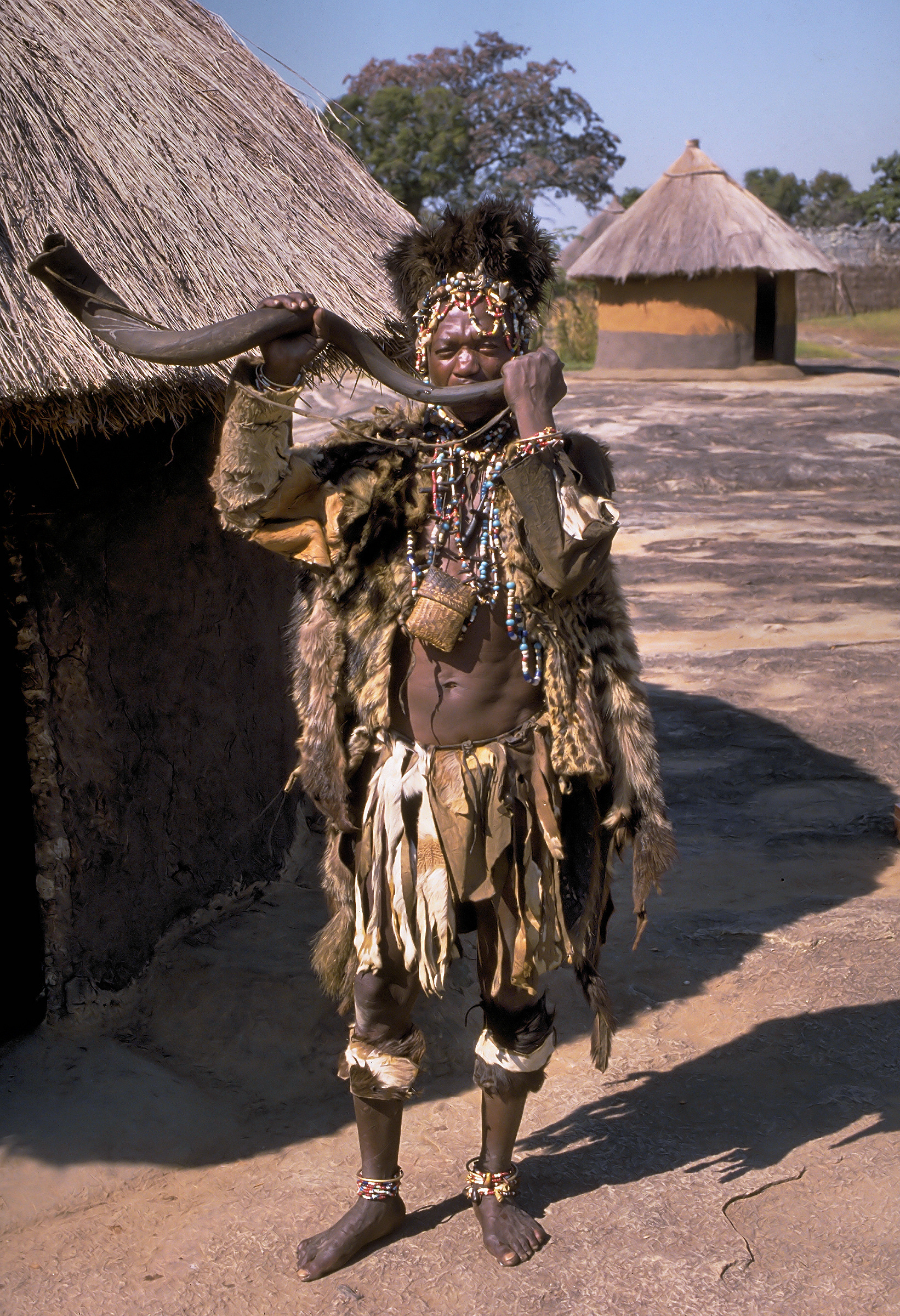
ジンバブエ・ショナ人の呪術医

呪術医（じゅじゅつい）または呪医(じゅい)とは、医療専従者のうち医療効果の根拠を超自然的なものに求めるもの、もしくは周囲の人間によって超自然的な根拠によって治療する能力があるとされる者のことを指す。呪術医は病名の診断にトランスや占いを行ったり、治療に際して治療儀礼を施すことがある。必ずしも伝統的な徒弟制度や秘密結社に所属している必要はなく、現代社会において広く同種業態の活動が行われている。

## 概要
医療は必ずしも医学に基づいた制度医療の専門家の判断だけではなく、家庭内の敢行、信仰、薬局や薬売り、そして様々な伝統医療や非伝統的な医療との関係の中で多元的に行われる(医療的多元論)。社会分化や社会の複雑化によって誕生した制度医療は人類一般に有効な医療を指向し、脱宗教的な傾向を持っているが、他の医療従事者の中には、自分の医療の原理を超自然的な世界観や身体の超自然的な性質といった宗教的なものに求めるものもいる。そうしたものは診断において、トランスや託宣、占いを用い、治療において治療儀礼などを用いることがある。こうした医療従事者が呪術医と称される。しかし、呪術医の治療は必ずしも治療儀礼が行われる分けではないし、制度医療に対して必ずしも排他的なわけではなく、いわゆる呪術医が調合していた薬や物理療法が薬理学や生理学的に効果があることも珍しくない。
また呪術医は一般に病気や怪我とされる問題の解決だけでなく、さまざまな不幸や恨み、妬みを制御、解消する役割を担うこともある。そもそもどのような状態が医者の手に委ねられるべきなのかについては社会的に決まる側面が大きく、また呪術によって恨みや妬みの解消されたことが結果的に疾病diseaseの解消に寄与する場合もあり、そのような社会的な役割も広い意味で呪術医の仕事として扱われることがある。
また、治療者が薬草や身体についての民族科学（民族植物学や民族薬理学など）に基づいた治療を行っているだけにもかかわらず、他の文化圏の人間からすると呪術的な医療と見なされることがある（ヨーロッパの魔女裁判における産婆など）。

## 社会と呪術医
クロード・レヴィ＝ストロースは論文「呪術師とその呪術」(1949)の中で、専門的職能人としての呪術師とは
1. 呪術師が自分の術の効験にたいして抱いている信仰
2. 患者や犠牲者が呪術師自身の能力について抱く信仰
3. 集団的世論の信頼と要求

の3つの相関関係によって成り立っているという。呪術医はある種の病気や症状を癒やせるが、その効験は患者を含め、その社会から偉大な呪術医と認識されることで発揮される。
医療技術の発達は、呪術医の経験や知識から、科学的に裏付けされた物へと置き換わる事で発展してきたが、現代医療でも治せない病は多く、平均寿命は延びたものの死は生物にとって不可避で、現代社会にあっても心理的な不安から呪術医を頼る人は少なくない。
その一方で、民間療法は高齢者の生活の知恵として長らく伝えられており、医者の少ない地域社会においては高齢者がこの呪術医的な存在となるケースも見られる。近代社会においてさえも、高齢者による民間療法は病や傷を癒やしたり害悪を退ける霊力があると見なされる風潮もあった。（高齢者の項を参照）

### 原始社会と医療
社会の形成されてゆく中で、個人の死は避けがたい運命として認識されるようになってきたが、その一方で不可避である死を少しでも遠ざけようと、目に見えない（仮想上の）霊的な力を呼び寄せたり遠ざける事で、生命を少しでも永らえさせようと考える人が現れた。
死という現象は、科学的な視点から捉えれば、様々な原因によって死に至っている訳である。しかし、呪術的思考から捉えれば、いわゆる死神等に代表される寿命を司る神や様々な症状を起こさせる霊、または健康な状態に人を保っている精霊などの存在によって影響を受けるとされる。
現在の症候学の萌芽とも言えるこれらの知識体系では、長い年月を掛けて様々な症例に対する知識が収集されると共に、それらを改善する薬草などの情報も、神秘主義というフィルターを掛けられながらではあるものの、丹念に伝承されていった。現代でも未開な民族の間では、これら呪術医の治療行為は、自然崇拝の一端として、それら社会の中で深く信頼されており、また伝承により何世代にも渡って蓄積された医療知識は、特に風土病などに対して治療効果が認められるケースも少なからず見られる。
また呪術医はその霊能力により、原始社会のシャーマン（巫女・祈祷師・占い師といった役職）が兼任しているケースも見られる。災害は「環境が病に冒されている」ために発生すると考えられたため、強力な呪術医は天候や災害といった「自然環境の健康」をも治療できると信じられた地域もあるとされる。
なお近年では環境保護の観点から、環境を擬人化して理解しやすくした上で守ろうという運動も見られる。これらの思想は、前出の「自然環境すら癒やす呪術医」の発想に通じる物があるといえよう。

### 中世の社会と呪術医
社会が自己組織化され、権力や地位がより明確な象徴を得る過程で、個人の神秘主義家は急速に社会のヒエラルヒーから外れていった。これは個人の神秘主義者が客観的にも明確な基盤に拠らず、自身の信じている知識体系に基いて存在していたためであるが、この段階に於いて呪術医も次第に社会の支持基盤を失っていった。
民間医療を伝えているため、民衆の中にあってこそ、その存在が珍重されたが、他方勢力をもった神秘主義者である宗教者が中世の社会で地位を築くと、それら宗教者が信奉する神秘主義と相容れない個人の神秘主義者は迫害され、その中にあって呪術医は自身の神秘主義を捨てて医療に専念するか、自身の神秘主義を貫いて迫害されるかのどちらかを選んだと思われる。
この段階に於いては呪術医は自己の知識体系を科学的に再構築して医者となるか、迫害されて権力から遠ざかるかのいずれかであったと思われるが、その一方で主力と成った神秘主義者である宗教家が、従来は呪術医が担っていた地位を獲得している。この時代に於いて宗教家＝僧侶が呪術医のように振る舞い、また医療行為を行う事は多く、かつての独自の論理体系に基いていた呪術医の中に、迫害されないために勢力のある宗教に改宗した者もいたのかもしれない。
中世ヨーロッパでは、魔女狩りなど勢力のある宗教が他の神秘主義者を弾圧する社会現象が多発したが、これによってヨーロッパ地域に居た呪術医は一掃された。その一方で勢力を持っている宗教家である僧侶が呪術医の立場を確立する事により、高貴な存在とされた王族による接触（ロイヤルタッチ）が治療効果があると流布されたり、必ずしも適切ではない瀉血の乱用に代表される（奇妙な）治療行為が流行した。なお瀉血に関しては一部の症状に有効である事が近年になって判ってきており、これも呪術医の伝統的な治療が見直されている一例に上げる事もできよう。
なお瀉血に関しては、近代や現代においてもきちんとした医学的根拠に基いて利用されている治療法の一つではあるが、中世においては落馬による骨折や伝染病にまで乱用され、あるいは適切な療養で回復したかも知れない人の血液を出させ、体力を徒に損耗させる・瀉血後の傷跡が感染症を招く事によって、多数の死者を出している。（瀉血の項を参照）

### 近代社会と呪術医
近代に於いて、西欧医学の外科医療や薬物学が急速に発展した。しかしその一方で即物的な対症療法はしばしば、患者の容態の（良い意味でも、悪い意味でも）激変を招くケースもあり、これら外科医療や薬剤に対する不信感も少なからず見られた。この事から、患者の中には古くから伝わる呪い（まじない）等に執着するケースも少なからず発生した。また、オウム真理教の医師であった林郁夫(地下鉄サリン事件実行犯)のように、現代医学を学んだ医師が逆に呪術的な医療行為に回帰するというケースもある。
西洋医学は、より精密な研究と正確で詳細な知識を糧に改良・改善され、次第に社会的地位を獲得するに至ったが、当初はそれら医療技術に要求される対価は一般労働者の生活を非常に圧迫し得るものであったため、これら近代医療は権力者や富豪だけのものとされた。このため労働者階級の大半は、その貧しさのために呪術的な民間療法に気休めを求める他はなかった。
この現象は近年の発展途上国にも見られ、特に原始的な生活を営む少数民族では、それら民族内に存在する西洋文明全体に対しての否定的な風潮から、従来その地域に無かった伝染病が発生した場合に西洋医学的な医療行為が拒絶されるケースも発生、結果として少数民族の村落に甚大な被害が発生・拡大した事例も報告されている。南米ペルーでは2004年9月より、土着動物のチスイコウモリの中に狂犬病ウイルスに汚染されたものが増加、地域住民が噛まれて感染する被害が続出し、2005年2月までに先住民族の子供ら11名が死亡する事態となっている。衛生当局が医師を派遣するも、ワクチン投与が拒まれるケースもあるという。
他方、西欧は近代以降において他国にその版図を伸ばしたが、その過程で先住民族の間や呪術医に伝わる民間療法を調査、薬効が認められる薬草などを精力的に収集して近代薬物学の発展を促した。しかしその一方で、植民地政策の一環で先住民族の文化を全否定し、この呪術医のもつ知識や経験をも否定して放逐してしまったケースも見られ、近年になって僻地に逃れたこれら先住民族の呪術医の持つ知識や経験が代替医療として、または彼等の使用する薬草・薬剤に新しい有効成分を含む事が発見される等して、その医療行為の有効性が再評価されるケースも散見される。

### 現代社会と呪術医
近代にてこれら呪術医の類型と見なされていた東洋医学の鍼治療（針治療とも）も、欧米の現代医学上で一定の治療効果が認められ、1970年代以降より徐々にその利用者が増えている。ニクソン大統領1971年訪中の際に同行した記者が、鍼麻酔により虫垂炎の治療を受けた体験談が米国メディアで伝えられた事が、欧米でも一般に広く利用・または真面目に研究されるきっかけとなったとされている。（鍼の項を参照）
他方、古くから各地に伝わる呪術・古代医療に加え、全く根拠の無い（それどころか経験則にも拠っていない）心霊医療までもが先進国等でも流行し、こちらは西洋医学では治療法の確立されていない珍しい病気や難病、または劇的な治療効果の得難い慢性病や、精神的な不安から来る身体の不快感を解消しようとする人に利用されている。しかし疑似科学に騙されやすい人々が、治療効果の認められないようなサービスにまで、その労働力によって得た富を注ぎ込むケースも見られ、こちらは社会問題となっている。
近年では肉体と精神の健康は不可分であるという（民間に於いて・または医療機関に於いても）風潮もあり、神秘主義的な呪術医の持つ一種の暗示効果から「本当に治った」（若しくは「治ったような気がする」）というケース（プラシーボ効果など）も吹聴されるに至り、この問題が通信環境の拡充も手伝って「伝染」しやすい傾向も見られる。

### 幻覚と呪術医
古くはメキシコの呪術医などがサボテンの一種ペヨーテのような幻覚をもたらす物質を用いてシャーマニズム行為を行っていた。それがよく知られるようになったのは1938年にアルバート・ホフマンがリゼルグ酸ジエチルアミド（LSD）の合成に成功し、オルダス・ハクスレーなどの影響もあり1960年代に幻覚剤に対する注目度が高まってからであった。幻覚剤は目眩く様な視覚刺激をもたらし「サイケデリック」と表現された（後この名を冠する芸術が次々生まれる）。これは当時ベトナム戦争に伴ってアメリカで興りつつあった反戦運動の形態カウンターカルチャー・ヒッピー文化の原動力ともなり心理学者ティモシー・リアリーなどが理論的支柱になった。ヒッピー・ムーブメントはのちに精神面を重視するニューエイジ・ブームをもたらす一因になった。日本では文化人類学者の中沢新一などが『チベットの死者の書』関係で大きな影響を与えている。

### コンピュータゲームと呪術医
1980年代以降、コンピュータゲームではファンタジーRPGの流行に伴い、これら呪術医や魔法医等が頻繁に登場する。
ゲームによっては死者復活までもが（僧侶などの役職として描かれるが、その実体は近代西欧における宗教関係者による呪術医行為に起因する）呪術医によってなされてしまう物もある。

## 関連する社会事象・事件

### ライフスペース・ミイラ事件
日本では1999年に千葉県にて、4ヶ月前からホテルに宿泊していたとされる男性の半ばミイラ化した遺体が発見され、大きな話題となった。
この事件において、自称「自己啓発セミナー主催団体」のライフスペース主催者と男性の家族等は、男性はミイラ化しているが生きていると主張、警察側が遺体を司法解剖したために死亡したと訴えた。しかし警察側は男性が重度の脳内出血によって病院に運ばれ、入院治療を受けていた最中に男性の家族によって連れ出され、適切と思われる治療も受けられないまま、喉に痰が絡んで窒息を起こして死亡したとして、病院から連れ出した男性の家族を保護責任者遺棄致死罪で起訴、千葉地方裁判所は懲役2年6ヶ月・執行猶予3年を言い渡した。

## 呪術的なもので医療を行う職業
- 民俗医療者（英語版）
- 祝由十三科（中国語版） - 古代中国にあった13ある医療分類の一つ
- カリャワヤ - 南米ボリビアに生活する少数民族。彼らの持つ世界観・ヒーリングの伝統様式は、2008年にユネスコの無形文化遺産に登録されている。
- イーアートローマンテース（英語版） - 古代ギリシアの呪術医
- ブードゥー - 司祭の医療